# 네브셰히르주

네브셰히르주의 위치

네브셰히르주(튀르키예어: Nevşehir ili)는 튀르키예 중부에 위치한 주로, 중앙아나톨리아 지역에 속한다. 주도는 네브셰히르이며 면적은 5,467km2, 인구는 310,344명(2007년 기준), 자동차 번호는 50번, 시외전화 지역번호는 0384번이다. 8개 군을 관할한다.

## 같이 보기
- 네브셰히르 카파도키아 공항